# Atlit Yam
Atlit Yam (hebreu: עתלית-ים‎) és un jaciment arqueològic submergit d'època neolítica situat enfront de la costa d'Atlit, Israel. Té entre 8.900 i 8.300 anys d'antiguitat. Entre les característiques del jaciment cal destacar l'existència d'un cercle de pedres.

## Història
Atlit Yam proporciona l'evidència més antiga coneguda d'un sistema de subsistència agro-pastoral-marí a la costa del llevant mediterrani. Gràcies al carboni 14 s'ha pogut datar entre 8.900 i 8.300 anys (dates calibrades) i pertany al període preceràmic B. Actualment es troba entre 8 i 12 m sota el nivell del mar, a la badia d'Atlit, a la desembocadura del riu Oren a la costa del Carmel. Ocupa una superfície de ca 40.000 m².

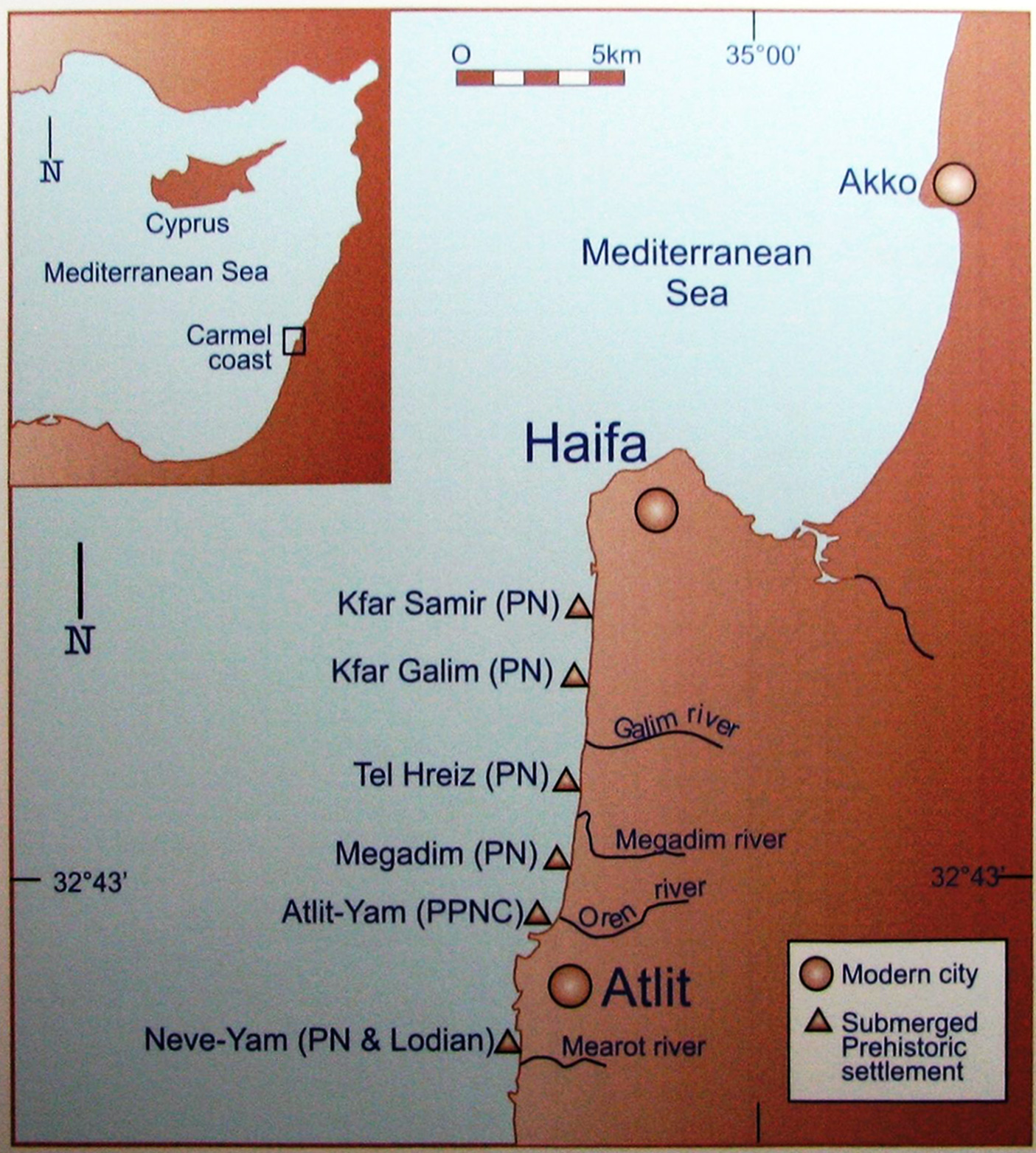
Situació d'Atlit Yam, entre els diferents jaciments subaquàtics existents a la costa nord de l'Estat d'Israel.

Les excavacions submarines han deixat al descobert cases rectangulars i un pou. El lloc va ser cobert per l'augment eustàtic del nivell del mar després del final de l'última edat de gel. Se suposa que la línia de costa contemporània es trobava a un quilòmetre a l'oest de la costa actual. Piles de peix preparats per al comerç o emmagatzematge han portat els científics a concloure que el poble va ser abandonat de cop. Un estudi italià dirigit per Maria Pareschi de l'Institut Nacional Italià de Geofísica i Vulcanologia de Pisa indica que un col·lapse volcànic del flanc oriental de l'Etna fa 8.500 anys hauria provocat un tsunami de 40 m que hauria engolit algunes ciutats costaneres del Mediterrani en poques hores. Alguns científics assenyalen que l'abandonament aparent d'Atlit Yam s'hauria produït a la mateixa època, el que aportaria proves addicionals a la teoria del tsunami.

## Les troballes arqueològiques
Des de l'any 1960 s'han anat trobant assentaments submergits i naufragis a la costa del Carmel, arran de l'extracció de sorra a gran escala. L'any 1984, l'arqueòleg subaquàtic Ehud Galili va detectar restes antigues mentre examinava la zona per a trobar-hi antics naufragis.
S'hi han trobat restes de cases rectangulars i llars de foc. També s'hi va trobar un pou que actualment es troba a 10,5 m sota el nivell del mar, construït amb murs de pedra seca, amb un diàmetre d'1,5 m i una profunditat de 5,5 m. El seu farciment contenia sílex, estris de pedra i ossos d'animals en dues capes separades. La capa superior contenia ossos d'animals parcialment articulats, que presumiblement, hi van ser llençats després que el pou deixés d'utilitzar-se. Altres estructures circulars del jaciment també s'han interpretat com a pous. Galili creu que l'aigua dels pous es va anar contaminant gradualment amb la pujada del nivell del mar, el que va obligar els habitants a abandonar les seves cases.

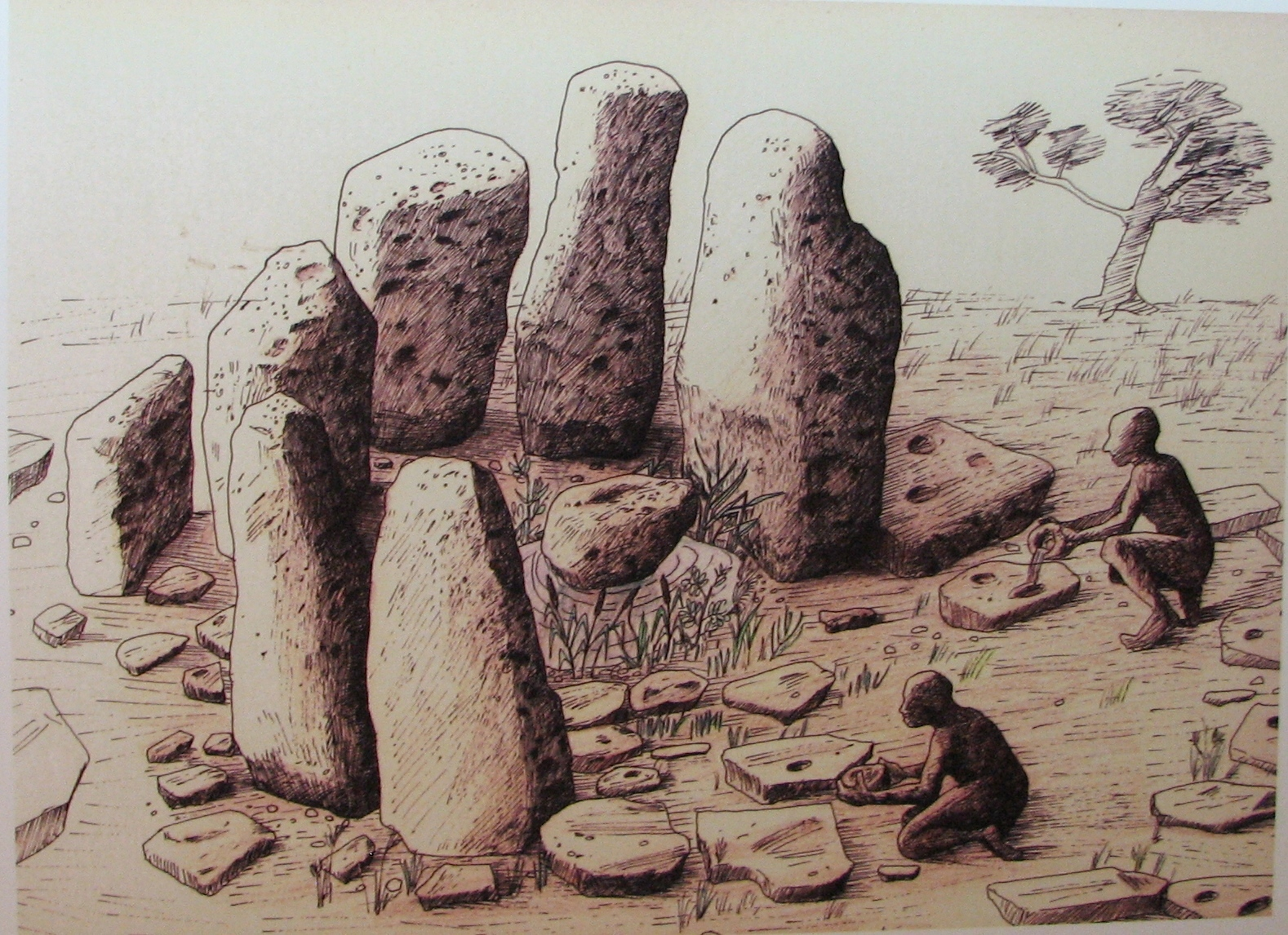
Representació artística del cercle de pedres.

S'ha trobat un semicercle de pedra, que conté set megàlits de 600 kg. Les pedres tenen marques de "copa" tallades i estan disposades al voltant d'una font d'aigua dolça, la qual cosa ha suggerit als investigadors que el lloc podria haver estat utilitzat com a temple.

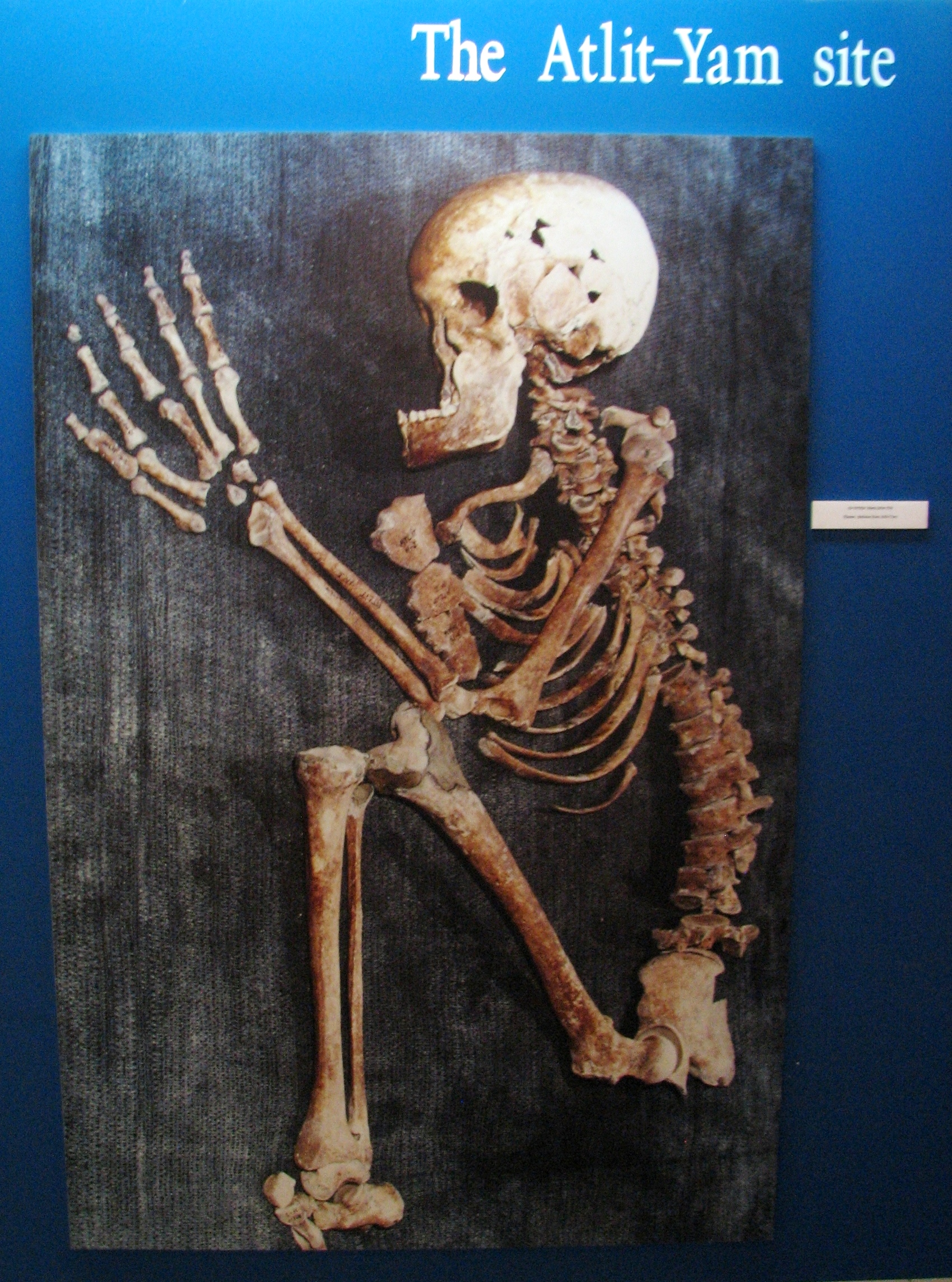
Un dels esquelets trobats a Atlit Yam.

S'han descobert deu enterraments amb els cossos flexionats, tant a l'interior de les cases com als seus voltants. Els esquelets d'una dona i d'un nen, trobats l'any 2008, han revelat els primers casos coneguts de tuberculosi. Els hams de peix d'os i els munts d'ossos de peix preparats per al comerç o emmagatzematge apunten a la importància dels recursos marins per als habitants de Atlin Yam. Es creu que els homes bussejaven per buscar marisc, ja que s'han trobat quatre esquelets amb danys a l'oïda, probablement causats pel busseig en aigues fredes. S'han trobat esteles de pedra antropomòrfiques. El material lític inclou puntes de fletxa, fulles de falç i destrals.
La Universitat de Haifa hi va començar a excavar l'1 d'octubre de 1987. El 4 d'octubre s'hi va descobrir un enterrament humà complet, en excel·lent estat de conservació, a 10 m de profunditat; l'esquelet es trobava en posició flexionada i descansava sobre al seu costat dret. La posterior datació amb carboni 14 del material vegetal recuperat de l'enterrament va situar-lo al voltant de 8000 anys (+-200) d'antiguitat.
També s'han conservat ossos d'animals i restes vegetals. Els ossos d'animals provenen principalment d'espècies salvatges. Les restes vegetals inclouen llavors de raïm silvestre, rosella i comí. Els corcs de graner indiquen la presència de gra emmagatzemat. L'anàlisi del pol·len i les restes de plantes de pantans indica també la presència local de pantans.

## Datació per radiocarboni
L'assentament ha estat datat gràcies a l'anàlisi de branques submergides al jaciment:
| Lab-número | BP   | data (aprox.) | desviació |
| ---------- | ---- | ------------- | --------- |
| RT-2477/8  | 7605 | 6460 BC       | 55        |
| RT-2479    | 7460 | 6270–6390 BC  | 55        |
| RT-2489    | 7880 | 6660–6700 BC  | 55        |